# Список умерших в 715 году

## Апрель
- 9 апреля — Константин, Папа Римский (708—715).

## Июль
- 18 июля — Мухаммад ибн аль-Касим ас-Сакафи (19), арабский полководец, распространивший власть Арабского халифата до реки Инд и принёсший ислам в Синд и Пенджаб.

## Дата смерти неизвестна или требует уточнения
- Аль-Валид I ибн Абдул-Малик, омейядский халиф (705—715).
- Анно I, епископ Кёльна (с ок. 711).
- Дагоберт III, король франков (711—715) из династии Меровингов.
- Домналл мак Катайл, король Коннахта (до 715).
- Иоанн VI, константинопольский патриарх (712—715).
- Ител ап Дунгарт, король Корнуолла (710—715).
- Келлах Куаланн, король Лейнстера (693—715).
- Клотильда, королева франков (672—691) по браку с Теодорихом III.
- Кутейба ибн Муслим, наместник Хорасана в эпоху правления арабских халифов из династии Омейядов (704—715).
- Мурхад Миди, король Миде (689—715).
- Святой Фрукт, отшельник из Сепульведы.